# Большеманадышское сельское поселение
Большеманадышское се́льское поселе́ние — муниципальное образование в Атяшевском районе Мордовии Российской Федерации.
Административный центр — село Большие Манадыши.

## История
Статус и границы сельского поселения установлены Законом Республики Мордовия от 28 декабря 2004 года № 116-З «Об установлении границ муниципальных образований Атяшевского муниципального района, Атяшевского муниципального района и наделении их статусом сельского поселения, городского поселения и муниципального района».
Законом Республики Мордовия от 10 сентября 2014 года преобразованы путем объединения Большеманадышское и Русско-Дубровское сельские поселения в Большеманадышское сельское поселение с административным центром в селе Большие Манадыши.

## Население
| 2002  | 2010  | 2012  | 2013  | 2014  | 2015  | 2016  |
| ----- | ----- | ----- | ----- | ----- | ----- | ----- |
| 968   | ↘923  | ↗926  | ↘912  | ↘893  | ↗1149 | ↘1135 |
| 2017  | 2018  | 2019  | 2020  | 2021  |       |       |
| ↗1138 | ↘1107 | ↘1069 | ↘1040 | ↗1237 |       |       |

## Состав сельского поселения
| № | Населённый пункт | Тип населённого пункта       | Население |
| - | ---------------- | ---------------------------- | --------- |
| 1 | Большие Манадыши | село, административный центр | ↘518      |
| 2 | Русские Дубровки | село                         | ↘234      |
| 3 | Тетюши           | село                         | ↗272      |
| 4 | Чебудасы         | деревня                      | ↘133      |